# Братислава
Братисла́ва (словац. Bratislava (до 1919 р. — Prešporok, Прешпорок, Prešporek, Пре́шпорек, нім. Pressburg, Пре́сбург, угор. Pozsony, По́жонь) — столиця Словацької республіки, місто в центральній Європі, у період з 1536 до 1784 роки — столиця Угорщини.
Населення міста близько 415 589 осіб (2012). Місто примітне також тим, що є єдиною столицею світу, яка безпосередньо має кордони з двома іншими державами, — Австрією й Угорщиною. Братиславська вулиця Копчанська переходить у вулицю Прессбургерштрассе сусіднього австрійського села Кіттзее. А до 1936 року з Братислави до Відня можна було дістатися міським трамваєм.

## Географія
Братислава розташована по обидва береги Дунаю, у передгір'ї Малих Карпат. Місто безпосередньо примикає до кордону з Австрією (до 21 грудня 2007 року існували прикордонні переходи Петржалка-Берг і Яровце-Китзєє) і Угорщини (до 21 грудня 2007 року існував прикордонний перехід Русовце-Райка).
Площа міста — 368 км².

### Клімат
Братислава розташована у помірному кліматичному поясі. Клімат — континентальний (Cfb/Dfb за класифікацією Кеппена), середня річна температура 10,5 °C, середня кількість сонячних годин на рік — 2038,1, середня річна кількість опадів — 565 мм. Середня температура січня — приблизно −0,4 °C, а середня температура липня — приблизно 21,3 °C. Зимовий період холодний і вологий з сніжним покривом. Літо тепле, часто з сильними вітрами.
| Клімат Братислави (1981–2010)              | Клімат Братислави (1981–2010) | Клімат Братислави (1981–2010) | Клімат Братислави (1981–2010) | Клімат Братислави (1981–2010) | Клімат Братислави (1981–2010) | Клімат Братислави (1981–2010) | Клімат Братислави (1981–2010) | Клімат Братислави (1981–2010) | Клімат Братислави (1981–2010) | Клімат Братислави (1981–2010) | Клімат Братислави (1981–2010) | Клімат Братислави (1981–2010) | Клімат Братислави (1981–2010) |
| Показник                                   | Січ.                          | Лют.                          | Бер.                          | Квіт.                         | Трав.                         | Черв.                         | Лип.                          | Серп.                         | Вер.                          | Жовт.                         | Лист.                         | Груд.                         | Рік                           |
| Абсолютний максимум, °C                    | 19,8                          | 19,1                          | 25,0                          | 30,3                          | 33,4                          | 36,3                          | 38,2                          | 39,3                          | 34,0                          | 30,0                          | 21,3                          | 17,9                          | 39,3                          |
| Середній максимум, °C                      | 2,7                           | 5,1                           | 10,3                          | 16,7                          | 21,8                          | 24,9                          | 27,5                          | 27,0                          | 21,7                          | 15,6                          | 8,2                           | 3,3                           | 15,4                          |
| Середня температура, °C                    | −0,4                          | 1,2                           | 5,5                           | 11,0                          | 16,0                          | 19,1                          | 21,3                          | 20,7                          | 15,9                          | 10,4                          | 4,9                           | 0,7                           | 10,5                          |
| Середній мінімум, °C                       | −3,4                          | −2,3                          | 1,3                           | 5,4                           | 10,2                          | 13,4                          | 15,4                          | 15,0                          | 11,0                          | 6,1                           | 1,8                           | −1,9                          | 6,0                           |
| Абсолютний мінімум, °C                     | −24,6                         | −20                           | −15,1                         | −4,4                          | −2                            | 3,0                           | 7,0                           | 5,0                           | −2                            | −8                            | −12                           | −20                           | −24,6                         |
| Середня кількість сонячних годин на місяць | 65,1                          | 81,9                          | 151,9                         | 204,0                         | 263,5                         | 270,0                         | 275,9                         | 269,7                         | 207,0                         | 142,6                         | 60,0                          | 46,5                          | 2038,1                        |
| Норма опадів, мм                           | 39                            | 37                            | 38                            | 34                            | 55                            | 57                            | 53                            | 59                            | 55                            | 38                            | 54                            | 46                            | 565                           |
| Вологість повітря, %                       | 83                            | 78                            | 71                            | 64                            | 67                            | 66                            | 64                            | 65                            | 73                            | 78                            | 83                            | 85                            | 73                            |
| ------------------------------------------ | ----------------------------- | ----------------------------- | ----------------------------- | ----------------------------- | ----------------------------- | ----------------------------- | ----------------------------- | ----------------------------- | ----------------------------- | ----------------------------- | ----------------------------- | ----------------------------- | ----------------------------- |
| Джерело:                                   |                               |                               |                               |                               |                               |                               |                               |                               |                               |                               |                               |                               |                               |

## Історія
- 25—15 млн років тому — ареал проживання пліопітеків.
- 14—10 млн років тому — ареал проживання грифопітеків.
- Палеоліт — гострі кам'яні леза, та інші кам'яні інструменти людини гайдельберзької і неандертальців.
- Перше постійне поселення належить до епохи неоліту (культура лінійно-стрічкової кераміки).
- 400—50 рр. до н. е. — кельтське поселення, зруйноване близько 50 року даками на чолі з Буребистою.
- Близько 50 року до н. е. — проникнення німецьких племен на територію Братислави.
- Близько 50 року до н. е. — перша поява римських легіонів на території Братислави.
- Близько 70 року — римське поселення Герулата.
- I—V ст. н. е. — межа Римської імперії проходить Дунаєм, безліч римських і германських поселень.
- 375 р. — римляни покидають територію.
- V століття — прихід слов'ян.
- 560 р. — прихід аварів.
- 623—658 рр. — князівство Само.
- Кінець VIII століття — 833 р. — Нітранське князівство.
- 805/807 — Авентінус згадує моравського князя Уратіславуса (тобто Вратислав), який заснував на місці колишньої римської фортеці Пісоніум, місто, назване на його честь.
- 833—907 рр. — частина Великої Моравії.
- 907 — перша згадка про Братиславу в хроніках (Brezalauspurc)
- 907—1918 (з невеликими перервами) — частина Угорщини.
- 1291 (2 грудня) — угорський король Андрій III, видав Братиславі широкі міські привілеї, чим підтвердив її зарахування до королівських міст.
- 1436 — Сигізмунд Люксембург надав Братиславі право користуватися гербом.
- 1464 — Матвій Корвін підтвердив всі старі привілеї Братислави Золотою булою.
- 1468 — Матвій Корвін надав місту право меча.
- 1536—1784 рр. — (після захоплення Буди турками) упродовж двох століть столиця Угорщини. У братиславській кафедрі св. Мартина коронували кільканадцять угорських королів. Братислава була улюбленим містом австрійської цісарівни Марії-Терезії, яка половину свого часу проводила у братиславському замку. За її правління Пресбург процвітав, зокрема Марія-Терезія доручила створити на правому березі Дунаю перший у Європі публічний парк — сад Янка Краля.
- 1542—1848 — місце збору угорського парламенту.
- 1543—1820 — резиденція естергомського єпископа.
- 1563—1830 — місце коронації угорських королів[16].
- З XVIII сторіччя — центр словацького національного відродження.
- 1711 — епідемія чуми, загинуло 3860 осіб.
- 1741, 25 червня — Марія-Терезія коронована угорською королевою.
- 1741 — Марія-Терезія наказала знищити міський мур, аби сприяти розвитку міста.
- 1783 — Йосиф II наказав перевести центральний уряд в Буду, а коштовності корони — до Відня.
- 26 грудня 1805 року — укладення мирного договору між Францією і Австрією в Пресбурзі після розгрому Австрії і Росії в Битві під Аустерліцом і повної поразки Австрії у війні Третьої коаліції (Пресбурзький мир).
- 1809 — місто взято в облогу військами Наполеона.
- 1811 — згорів замок Братислави.
- 1840 — перша конка між Братиславою і Свети-Юром.
- 1843 — рішення про кодифікацію центральнословацької мови Людовитом Штуром.
- 1891 — відкриття першого мосту через Дунай (попередник Старого мосту).
- 1895 — у Братиславі запрацював перший трамвай.
- 1909 — у Братиславі запрацював перший тролейбус.
- 1909, 10 жовтня — створено Словацьку народну раду, яка мала вплив на Братиславу та її околиці.
- 1918, 31 грудня — окупація міста легіонерами Празького уряду[17].
- 1919—1939 рр. — частина Чехословаччини; зміна офіційної назви на Братислава замість Prešporek/Pressburg/Pozsony
- 1939—1945 рр. столиця Першої словацької республіки, задунайська частина (сучасний район Братислава V анексована Німеччиною).
- 1945—1992 рр. — частина Чехословаччини.
- 1946 — утворення так званої «Великої Братислави» приєднанням до міста муніципалітетів Девін, Дубравка, Ламач, Петржалка Превоз, Рача і Вайнори.
- 1971 — до міста додані муніципалітети Чуново, Девінська Нова Веж, Яровце, Подунайське Біскупіце, Русовце, Вракуня і Загорська Бистріца.
- 1969—1992 рр. — столиця Словацької соціалістичної республіки (з 1990 року — Словацької республіки) в складі Чехословаччини.
- 1988 — відбулась Демонстрація зі свічками.
- З 1993 р. — столиця Словаччини.

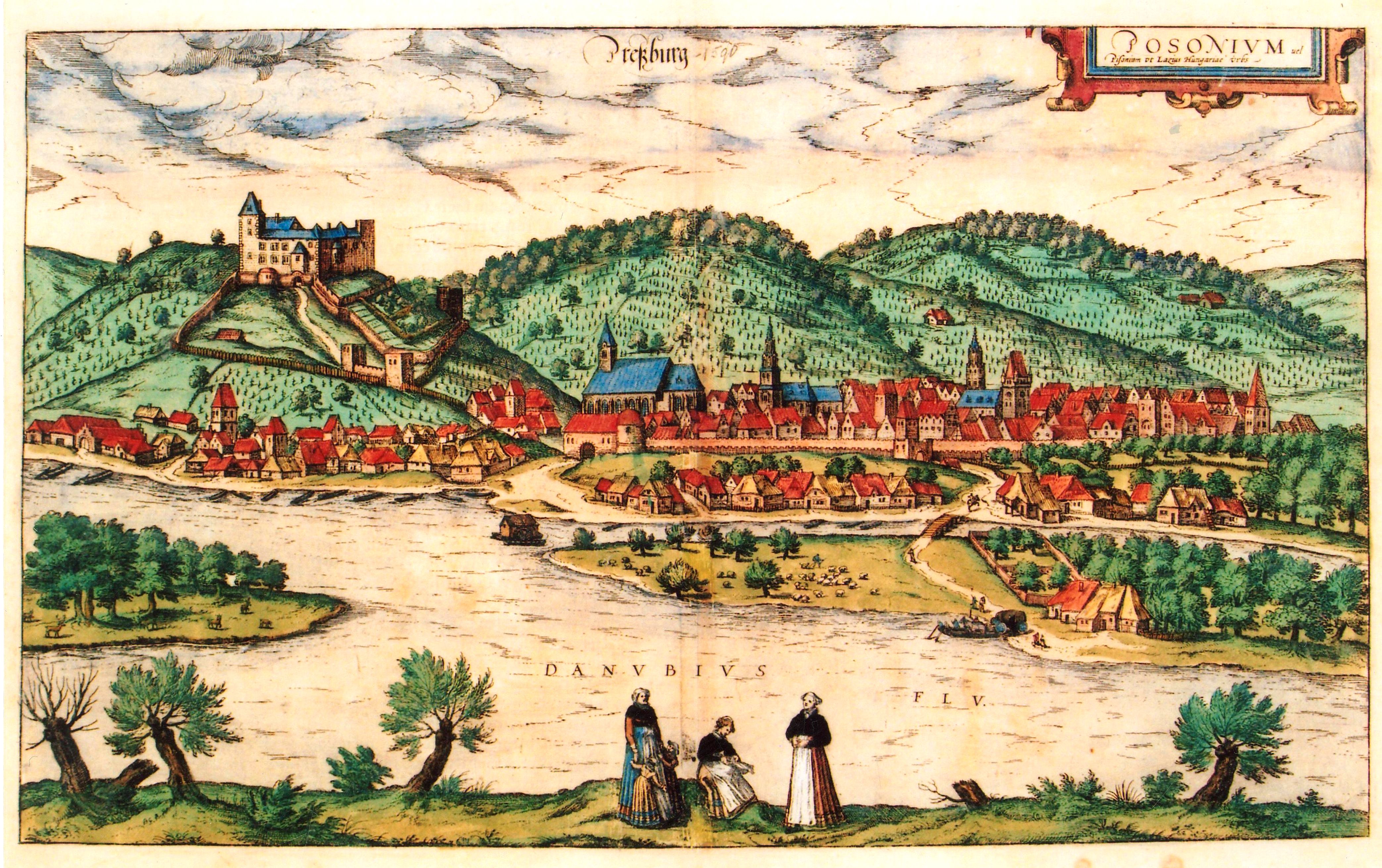
Братислава в 16 сторіччі
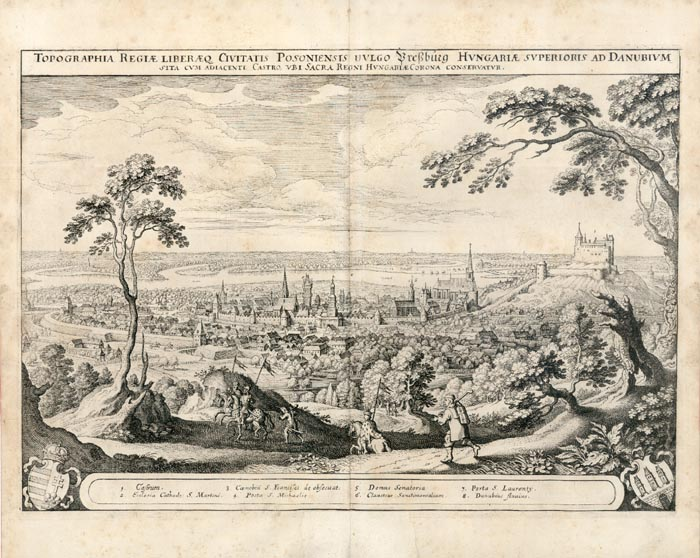
Братислава в 17 сторіччі
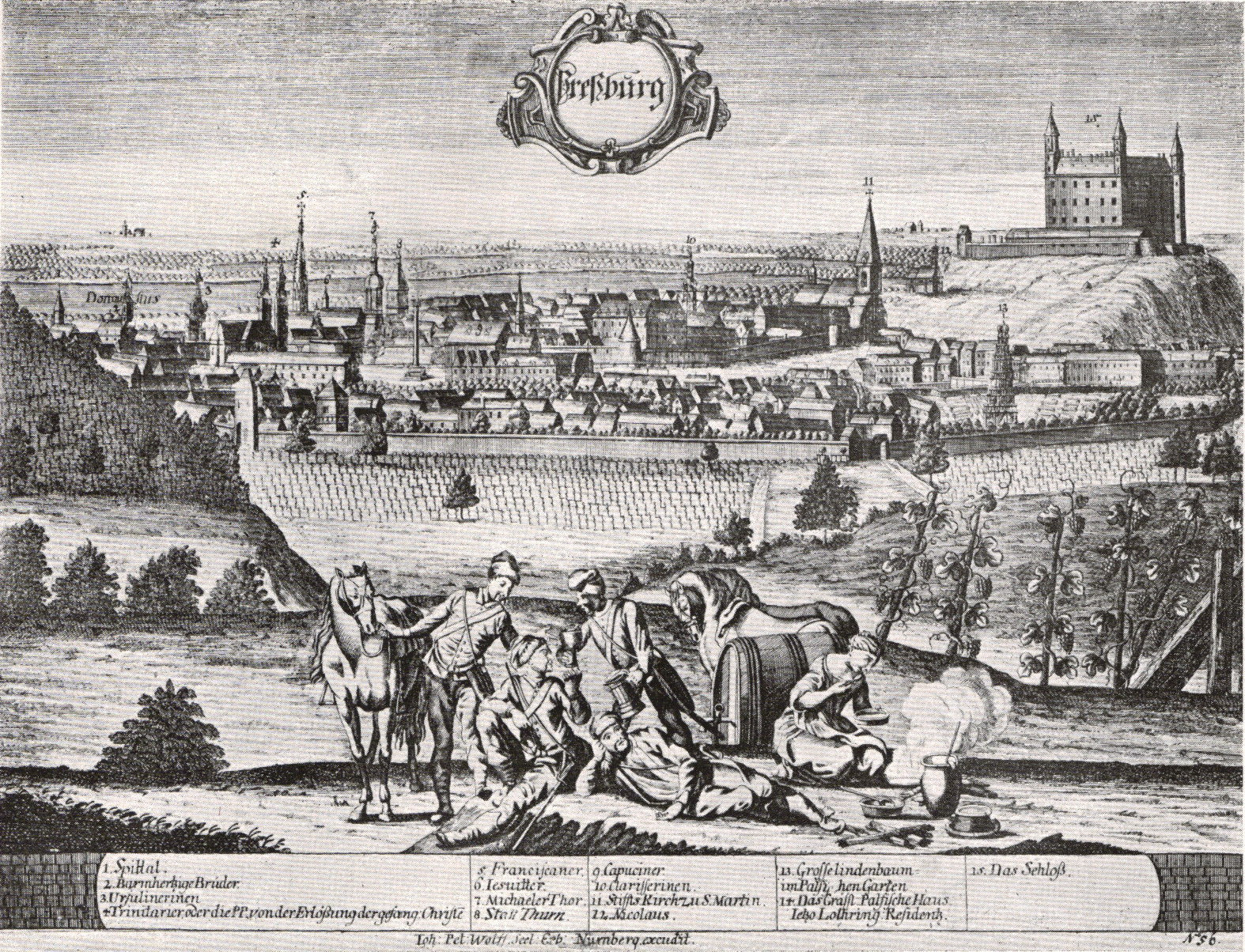
Братислава в 18 сторіччі
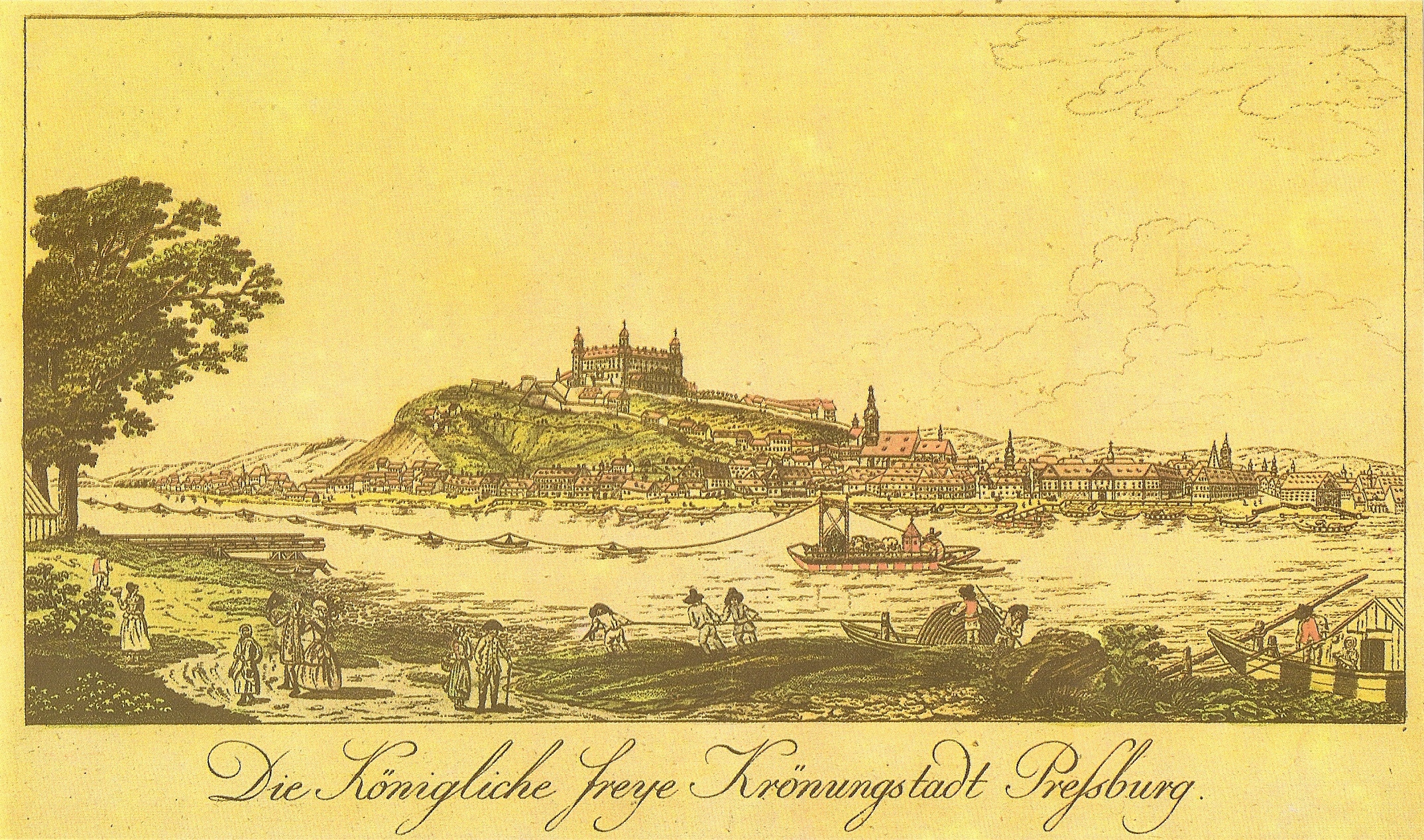
Вигляд фортеці над Дунаєм в 18 сторіччі

## Адміністративний поділ

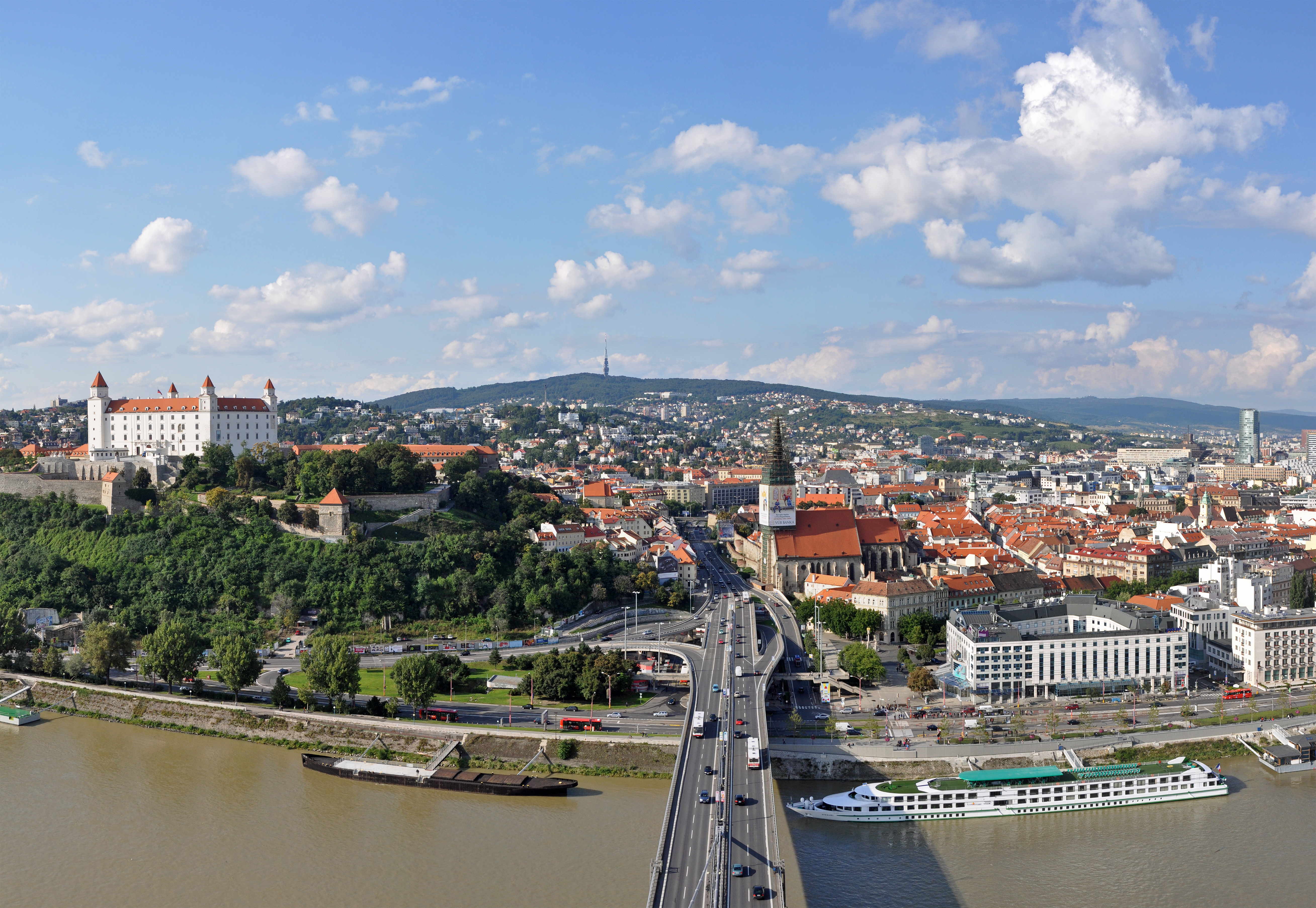
Братислава

Територія Братислави поділяється на округи та на міські частини (квартали, райони):
1. Братислава I (округ) — Старе Место
2. Братислава II (округ) — Подунайске Біскупіце, Ружинов, Вракуня
3. Братислава III (округ) — Нове место, Рача, Вайнори
4. Братислава IV (округ) — Девін (Дєвін), Девінська Нова Вес (Дєвінска Нова Вес), Дубравка, Карлова Вес, Ламач, Загорска Бистріца
5. Братислава V (округ) — Чуново, Яровце, Петржалка, Русовце

## Пам'ятки культури

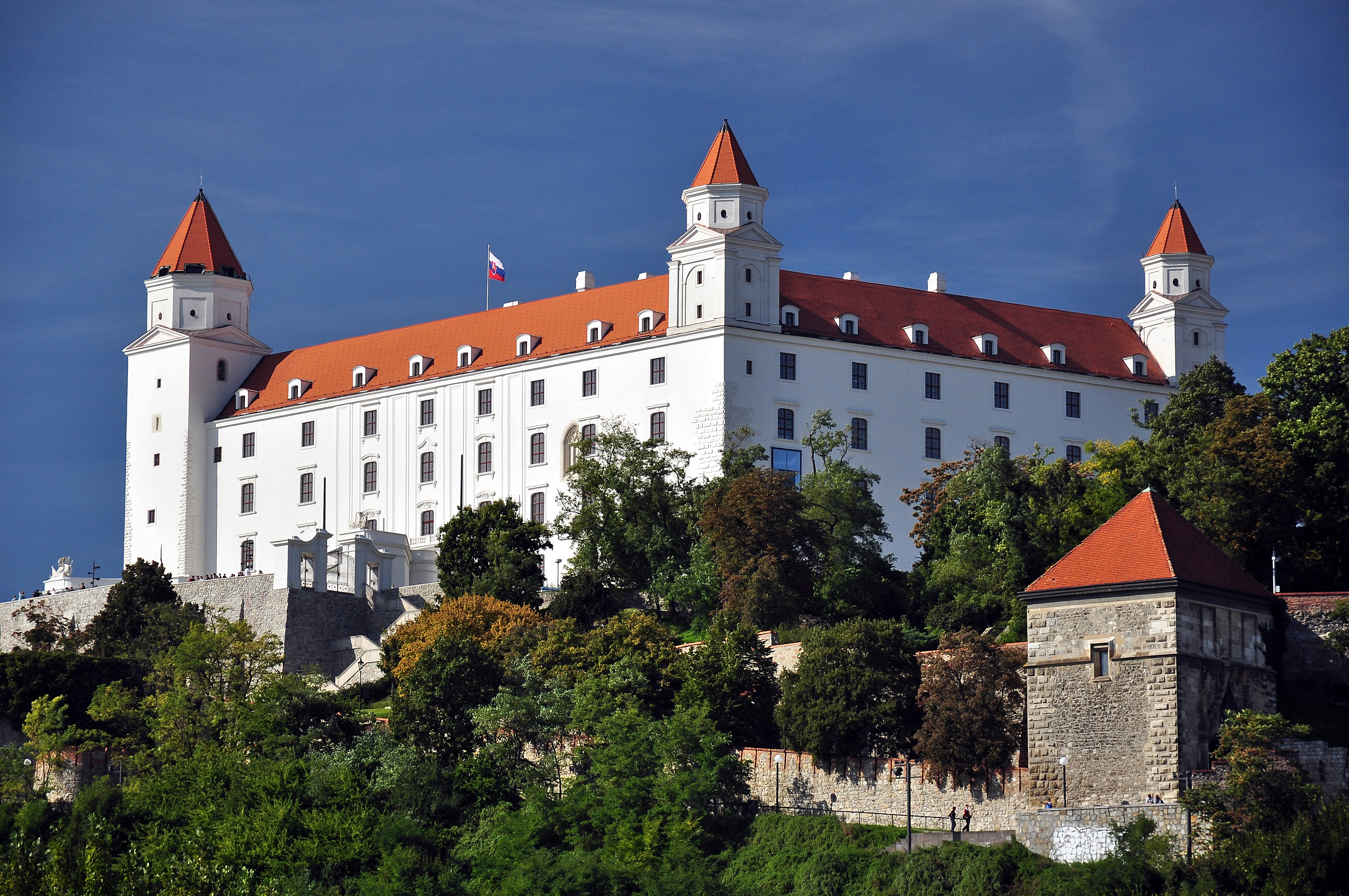
Братиславський замок

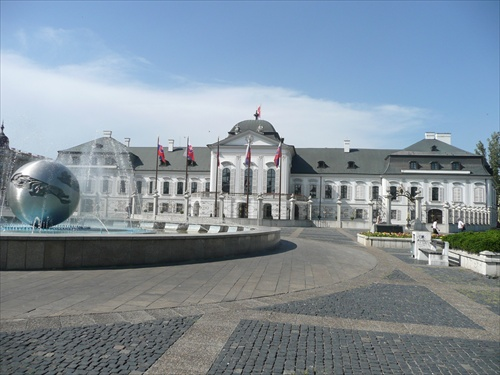
Грасалковичів або Президентський палац з канцелярією президента

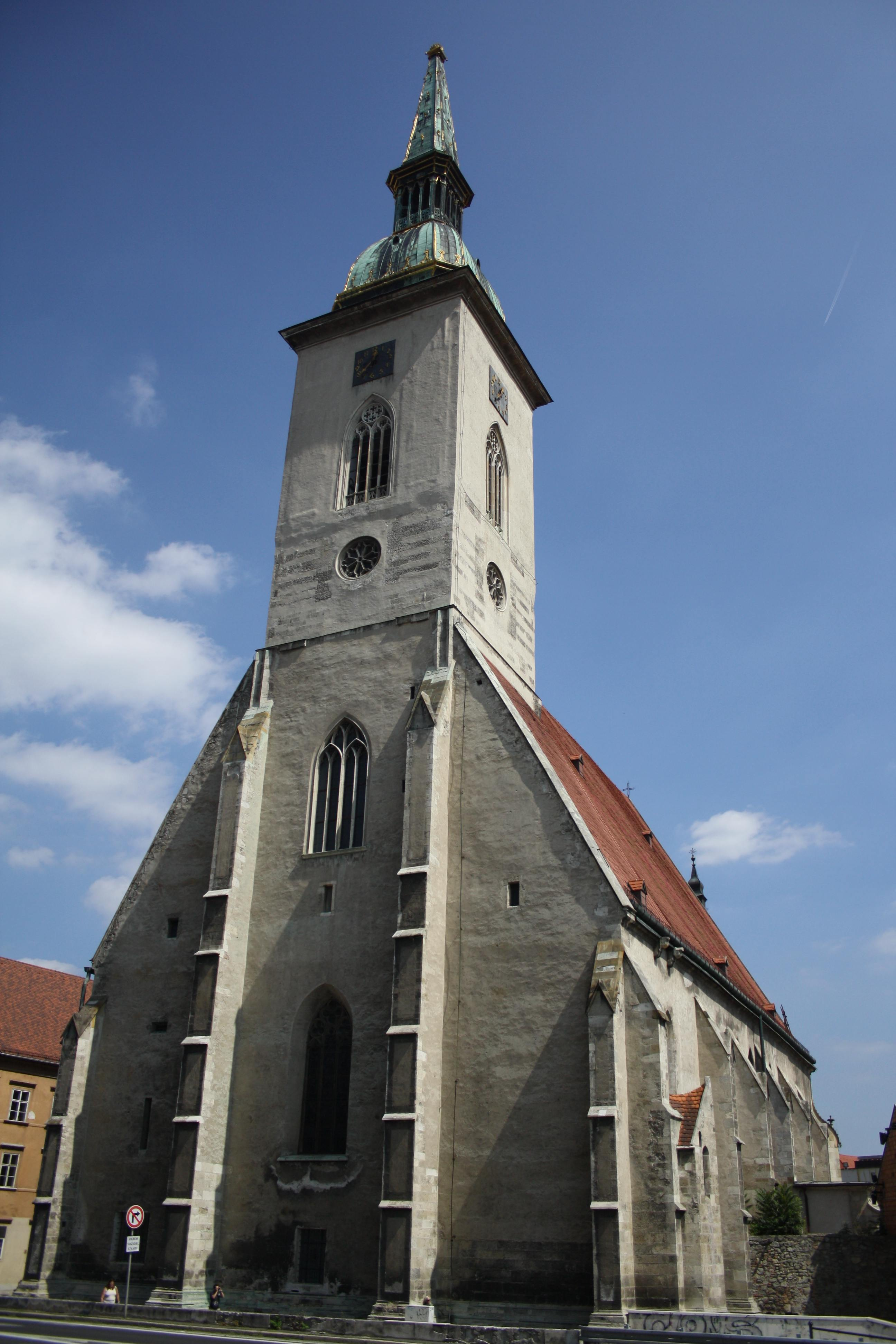
Собор св. Мартина

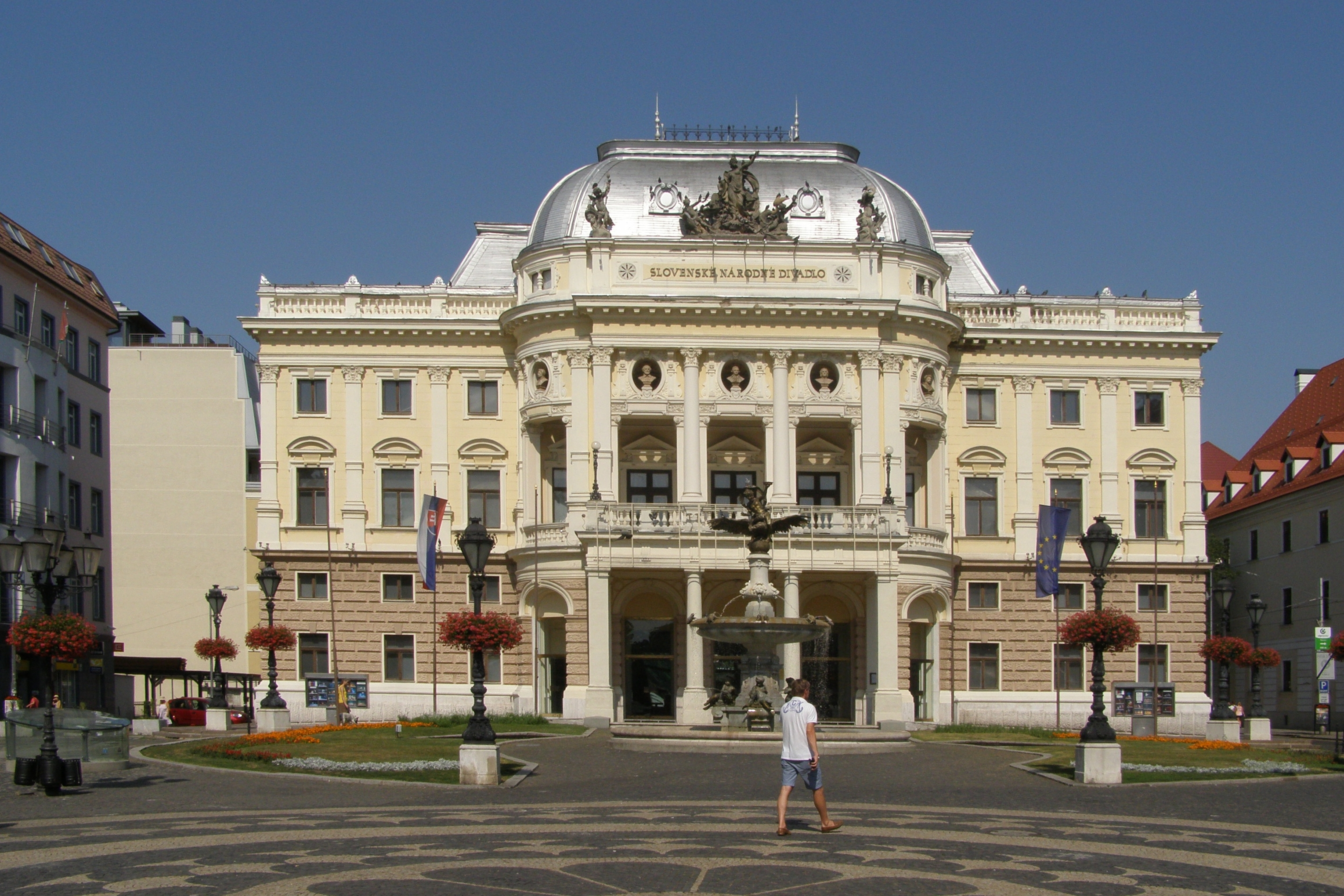
Словацький національний театр-опера, стара будівля

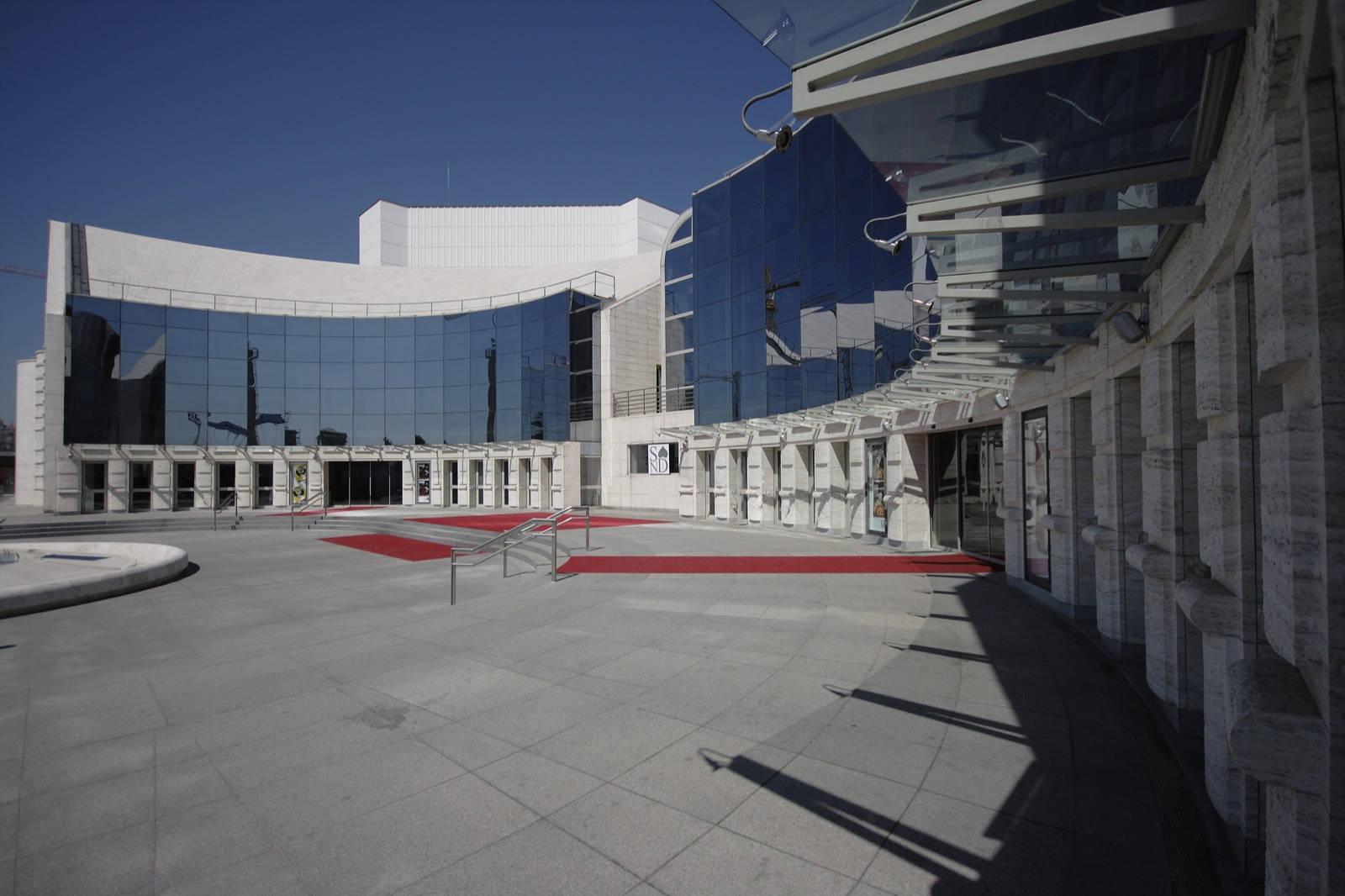
Словацький національний театр, нова будівля

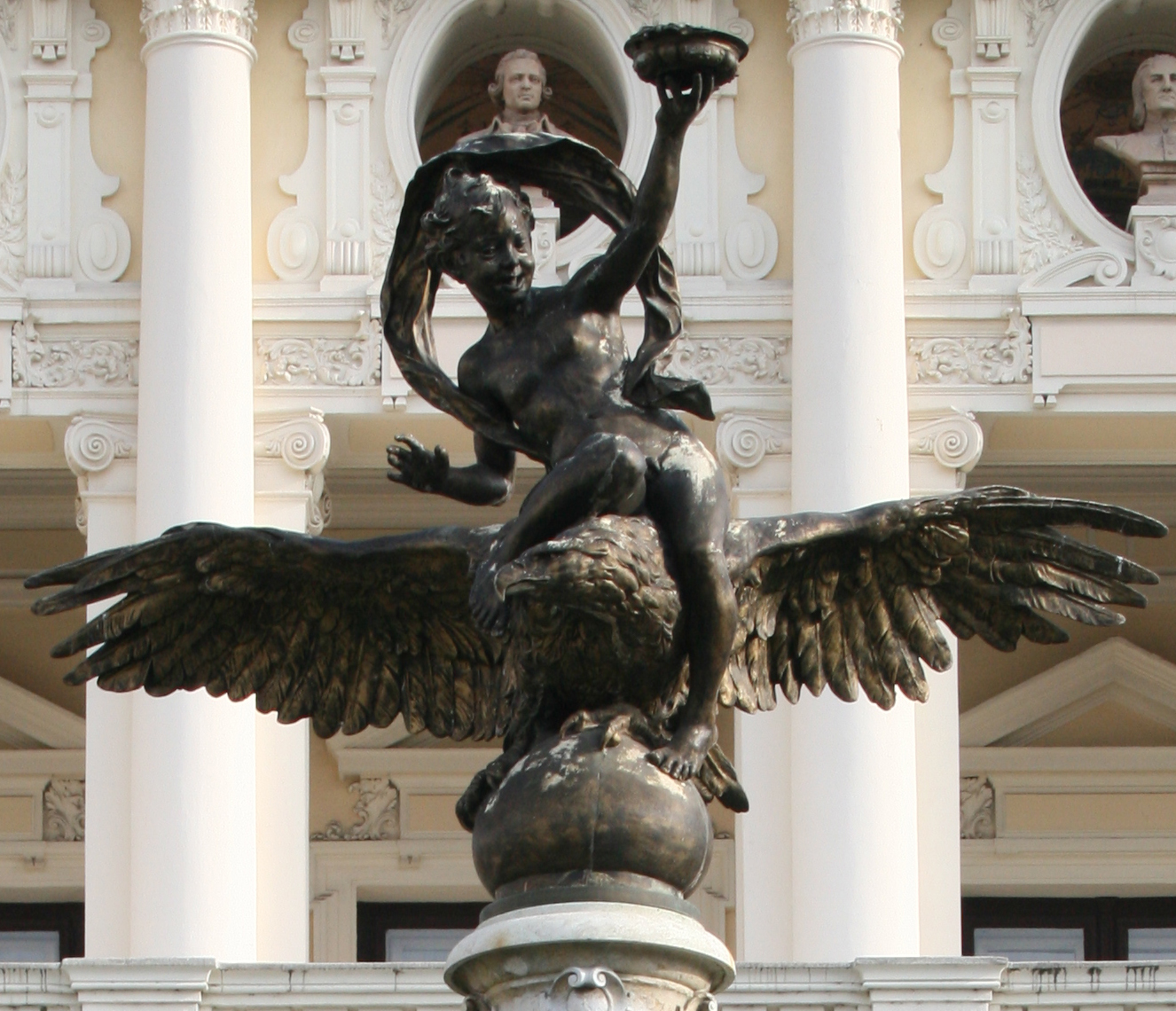
Фонтан Ганімед

### Замки та палаци
- Братиславський замок (словац. Bratislavský hrad)
- Девінська фортеця- замок (словац. Devínsky hrad)
- Грасалковичів або Президентський палац (словац. Grassalkovichov palác, Prezidentský palác)
- Мірбахів палац
- Літній архієпископів палац (словац. Letný arcibiskupský palác)
- Прімаціальний палац (словац. Primaciálny palác)
- Палац Ердеді (словац. Erdődyho palác)
- Палац Леопольда де Паулі
- Палац Зічи/Зічиго палац (словац. Zichyho palác)

### Храми
- Собор св. Мартина (словац. Dóm svätého Martina) — місце коронацій угорських королів
- Костел францисканців з монастирем з XIII ст.
- Костел кларисок з XIV ст.
- Єзуїтський костел найсвятішого спасителя
- Костел св. Кирила і Мефодія (редемпдористи)
- Костел св. Стефана (капуцини)
- Костел св. Ладислава
- Костел найсвятійшої трійці
- Костел св. Алжбети (словац. Kostol svätej Alžbety, Modrý kostolík)
- Блументал
- лютеранські кірхи
- Греко-католицька церква
- Православна церква
- Церква Святої Єлизавети

### Музеї
- Словацький національний музей
- Словацька національна галерея
- Братиславський міський музей (словац. Mestské múzeum v Bratislave)
- Музей транспорту
- Фармацевтичний музей
- Музей годинників (словац. Múzeum hodín)
- Музей зброї (словац. Múzeum zbraní) у Михалській брамі (словац. Michalská brána)
- Музей кораблів (словац. Lodné múzeum)
- Музей Янка Єсенського (словац. Múzeum Janka Jesenského)
- Музей Мілана Добеша (словац. Múzeum Milana Dobeša)
- Музей єврейської культури
- Музей культури карпатських німців
- Музей культури угорців у Словаччині
- Музей модерного мистецтва
- Археологічний музей
- Мавзолей Хатама Шофера (словац. Mauzóleum Chatama Sófera)
- Галерея міста Братислава (словац. Galéria Mesta Bratislavy)
- Галерея «Danubiana»
- Галерея «Ardan» (словац. Ardan Galéria)
- Галерея «Art Café Soirée»
- Галерея «Komart»
- Галерея «З» (словац. Z Galéria)

### Театри, оркестри, концертні зали
- Словацький національний театр (словац. Slovenské národné divadlo)
- Театр «Нова сцена»
- Театр «Astorka Korzo '90»
- «GUnaGU»
- «West»
- Театр «A4 — nultý priestor» (словац. A4 - nultý priestor)
- Братиславський ляльковий театр (словац. Bratislavské bábkové divadlo)
- Театр «a.ha»
- Театр «Арена»
- Театр «F7»
- Театр «Ívery»- студентський театр
- Театр «Ludus»
- «Teátro Wustenrot»
- Студія «L&S»
- Театр «Капличка» (словац. Divadlo Kaplnka)
- Танцювальний театр «Брален» (словац. Tanečné divadlo Bralen)
- Братиславський театр танцю (словац. Bratislavské divadlo tanca)
- Радошинський «наївний» театр (словац. Radošinské naivné divadlo)
- Словацька філармонія
- Словацький філармонічний оркестр (словац. Slovenská filharmónia)

### Інші пам'ятки культури
- Стара ратуша (словац. Stará radnica)
- Будівля Universitas Istropolitana/Academia Istropolitana
- Будівля Словацького радіо (словац. Budova Slovenského rozhlasu)
- Телевізійна вежа на горі Камзік (словац. Televízna veža na Kamzíku)
- Фонтан Ганімед (словац. Ganymedova fontána)
- Вища школа виконавських мистецтв у Братиславі (словац. Vysoká škola múzických umení v Bratislave)

## Освіта
- Братиславська консерваторія
- Вища школа виконавських мистецтв у Братиславі
- Істрополітанська Академія
- Словацький медичний університет
- Університет Коменського

## Населення
| Рік:            | 1994.   | 2004.   | 2014.   | 2024.    |
| --------------- | ------- | ------- | ------- | -------- |
| Кількість осіб: | 450 776 | 425 155 | 419 678 | 479 389  |
| Різниця:        |         | -5,68 % | -1,28 % | +14,22 % |

| Рік:            | 2023.   | 2024.   |
| --------------- | ------- | ------- |
| Кількість осіб: | 478 040 | 479 389 |
| Різниця:        |         | +0,28 % |

Завдяки своєму розташуванню Братислава, приблизно, з 13 сторіччя, до, приблизно, 1870-х років було містом з переважно німецькомовним населенням. Згідно з офіційною статистикою підведеною в 1850—1851 роках в Братиславі було 42 238 мешканців, з яких 31 509 (74,59 %) німців, 7586 (17,9 %) словаків і 3154 (7,4 %) угорців. Багато євреїв було записано як німців чи угорців.
У 1890 році відбувся ще один перепис населення, на якому було видно значний вплив мадяризації (обугорщення). У місті проживав 52 441 мешканець, серед них 31 404 німців, 10 433 угорців і 8709 словаків.
У 1907 році в місті проживало вже близько 70 000 мешканців, серед яких третину складали угорці, половину німці, сьому частину словаки, також проживали в меншій кількості хорвати, серби, болгари, румуни та інші народності.
Наприкінці Другої світової війни більша частин німців була евакуйована рейхом у більш безпечні частини Німеччини. Частина з них після війни повернулася. У період між 1945—1946 роками багато німців було вигнано, а більша частина угорців евакуйована в рамках обміну населенням між Чехословаччиною і Угорщиною.
Національний склад населення Словаччини станом на 31 грудня 2008 року (разом: 5 412 254)
- словаки — 91,39 %
- угорці — 3,84 %
- чехи — 1,86 %
- німці — 0,28 %
- молдовани  — 0,15 %
- українці — 0,22 %
- цигани (роми) — 0,10 %
- поляки — 0,08 %

Склад населення за приналежністю до релігії:
- римо-католики — 56,70 %,
- протестанти — 5,96 %,
- греко-католики — 0,74 %,
- православні — 0,38 %
- не вважають себе віруючими або не належать до жодної церкви — 34,39 %

## Спорт

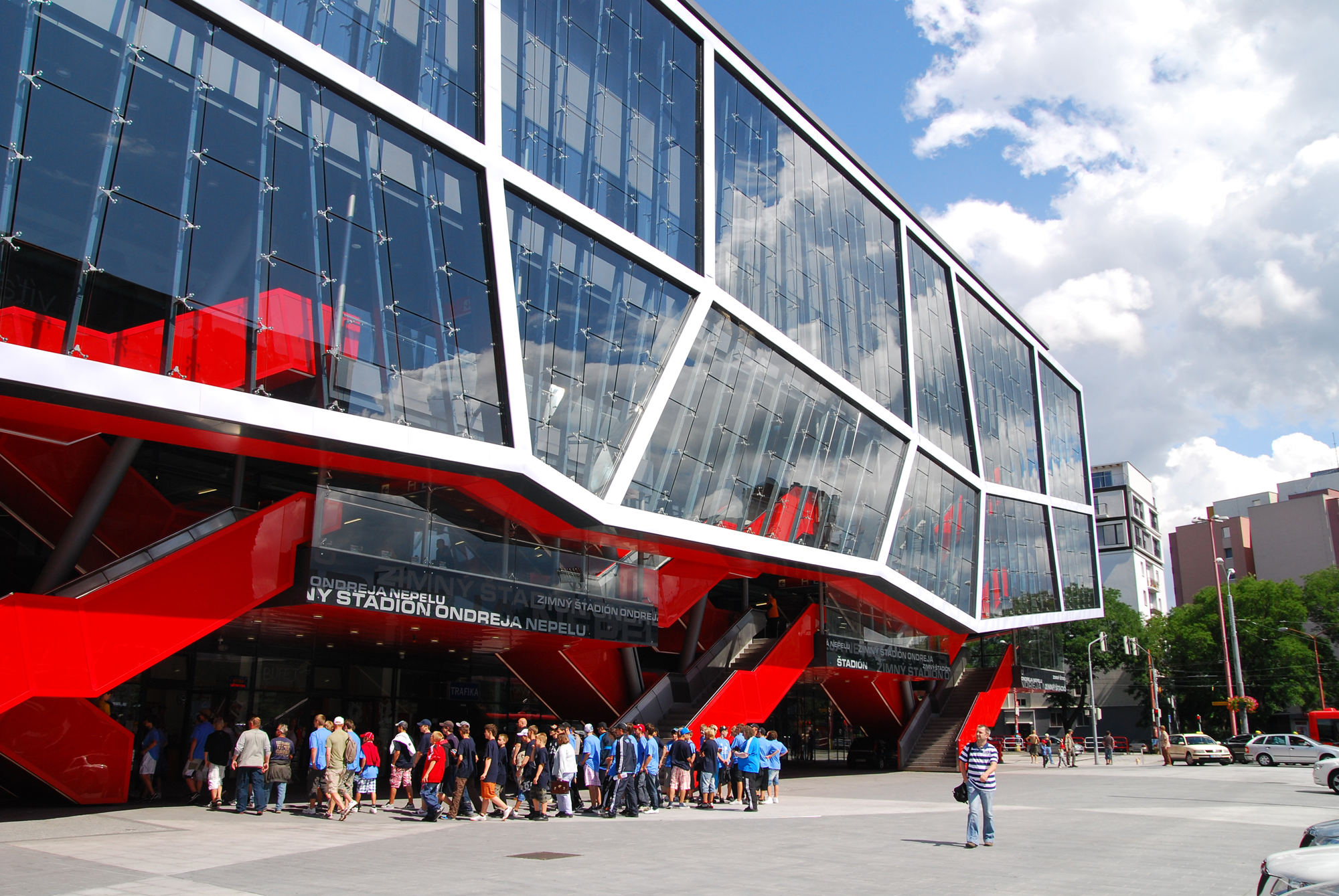
Самсунг-Арена, де відбувся ЧС з хокею 2011

- футбольний клуб СК «Слован» Братислава виступає у найвищій лізі — Чемпіонаті Словаччини, футбольний стадіон «Тегелне поле» вміщує 30 000 глядачів, ведеться реконструкція
- хокейний клуб ХК «Слован» Братислава виступав у Словацькій екстралізі, з 2012 року виступає в Континентальній хокейній лізі, Словнафт-Арена — вміщує 10 110 глядачів
- баскетбольний клуб «Інтер» Братислава — виступає у найвищій лізі (стадіон «Inter Hala Pasienky» вміщує максимум 6100 глядачів)
- Національний тенісний центр «Sibamac Arena», вміщує 4500 глядачів
- гандбольний клуб СКП Братислава — чоловіча і жіноча команди виступають у найвищій словацькій лізі
- волейбол — чоловіча команда ВК СТУ Братислава і жіноча команда Славія УК Братислава виступають у найвищій словацькій лізі
- плавання — 50-м басейн у плавальному комплексі «Pasienky»

## Міста-побратими
- Австрія — Відень (нім. Wien),
- Вірменія — Єреван (вірм. Երևան),
- Україна — Київ,
- США — Клівленд (англ. Cleveland), Огайо,
- Польща — Краків (пол. Kraków),
- Словенія — Любляна (словен. Ljubljana),
- Італія — Перуджа (італ. Perugia),
- Чехія — Прага (Praha), Чехія,
- Нідерланди — Роттердам (нід. Rotterdam),
- Німеччина — Ульм (нім. Ulm),
- Фінляндія — Турку (фін. Turku, швед. Åbo).